# Ernst Widmer
Ernst Widmer (født 25. april 1927 i Aarau, Schweiz - død 3. Januar 1990 i Bahia, Brasilien) var en schweizisk/brasiliansk emigreret komponist, pianist, lærer, dirigent og professor.
Widmer studerede komposition og klaver hos bl.a. Willy Burkhard på Musikkonservatoriet i Zürich.
Efter endt uddannelse, tog han til Brasilien (1956), hvor han slog sig ned og fik brasiliansk statsborgerskab. Han underviste og blev dirigent og artistisk leder for forskellige projekter og orkestre i Brasilien, bl.a. i byen Bahia.
Widmer har komponeret fire symfonier, orkesterværker, korværker, kammermusik, sange og instrumentalværker.
Han komponerede i alle genre indenfor den klassiske musik, lige fra romantisk musik til avantgarde musik .

## Udvalgte værker
- Symfoni nr. 1 "Sertania" (1983) - for orkester
- Symfoni nr. 2 "Fra midten af San Francisco" (1983) - for orkester
- Symfoni nr. 3 (1984) - for orkester
- Symfoni nr. 4 (1986) - for solister kor og orkester